# Pardosa ninigoriensis
Pardosa ninigoriensis este o specie de păianjeni din genul Pardosa, familia Lycosidae, descrisă de Mcheidze, 1997. Conform Catalogue of Life specia Pardosa ninigoriensis nu are subspecii cunoscute.